# S Indi
S Indi är en pulserande variabel av Mira Ceti-typ (M) i stjärnbilden Indianen. 
Stjärnan har en fotografisk magnitud som varierar mellan +7,9 och 17,0 med en period av 399,95 dygn.